# 寛保の洪水・高潮
寛保の洪水・高潮（かんぽうのこうずい・たかしお）とは、寛保2年7月28日（1742年8月28日）より8月にかけて日本の近畿・信越・関東の各地方を襲った、近世日本における最大級の風水害被害のこと。
特に千曲川流域や江戸などで深刻な被害を受けた。

## 特徴

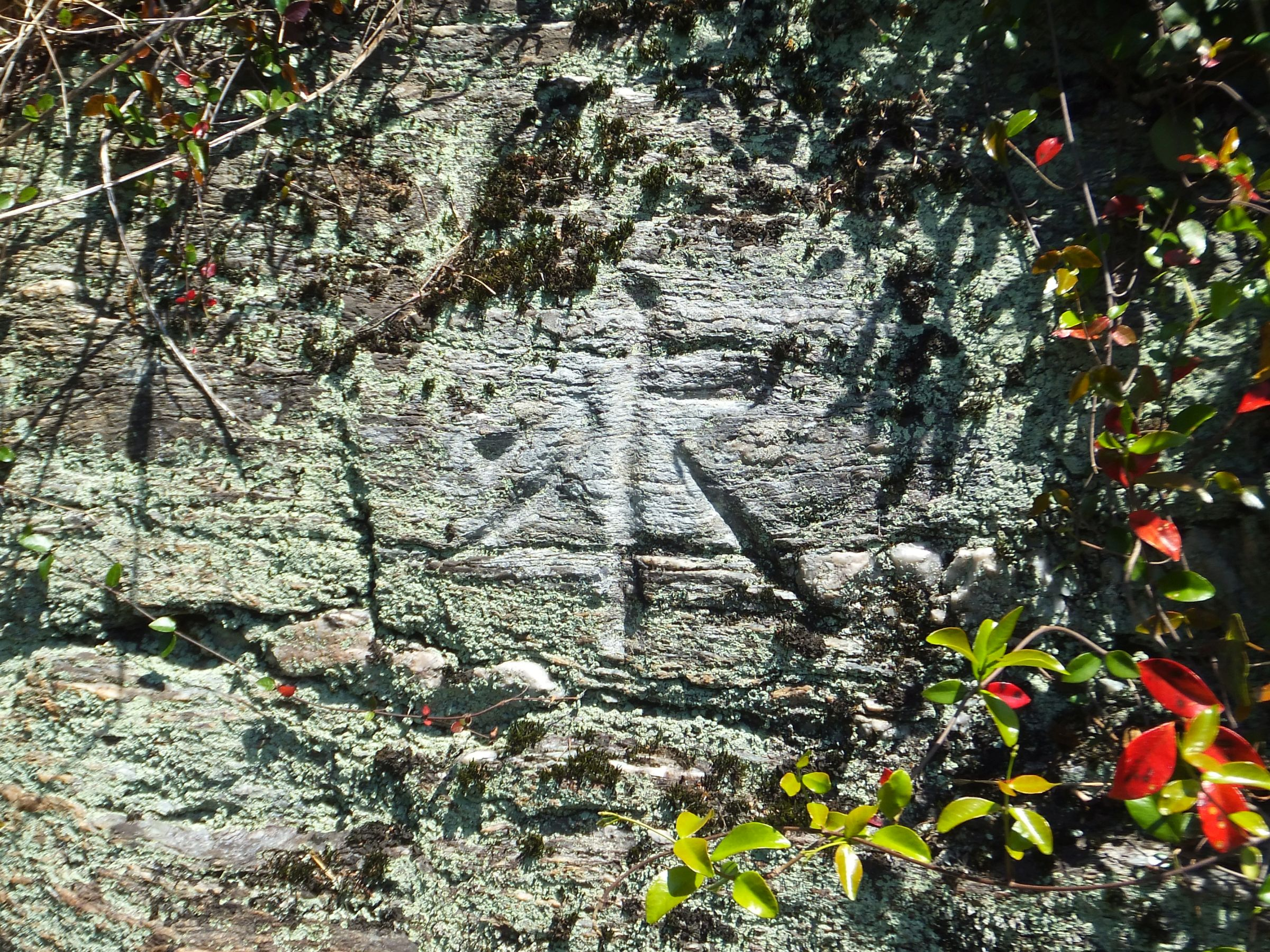
寛保洪水位磨崖標（埼玉県秩父郡長瀞町）

特に7月28日・29日・8月1日の3日間の暴風雨による被害は甚大で、京都では三条大橋が流されて桂川下流の伏見・淀を洪水が襲った。また、信濃国千曲川では戌の満水と呼ばれる洪水が発生し、関東の利根川・荒川・多摩川が一斉に氾濫を起こし、特にこれらの川の下流にあたる江戸では、暴風雨の影響で発生した高潮、利根川堤防決壊による洪水の江戸直撃、更に8日に別のものとみられる暴風雨の直撃を受け、両国橋など多くの橋が流され、居宅の水没のために大量の溺死者を出すなど下町地域を中心に大きな被害が出た（寛保二年江戸洪水）。また越後国高田などでも大きな被害を出した。